# Enrique Figaredo Alvargonzález
Enrique "Kike" Figaredo Alvargonzález (Gijón, 21 settembre 1959) è un presbitero e missionario spagnolo, dal 1º aprile 2000 prefetto apostolico di Battambang. Pur non essendo stato insignito dell'episcopato, è conosciuto come "il vescovo in sedia a rotelle" per il suo lavoro umanitario in Cambogia.

## Biografia
Enrique Figaredo Alvargonzález è nato a Gijón il 21 settembre 1959 ed è figlio di Alberto Figaredo Sela (appartenente a due famiglie di imprenditori dell'estrazione del carbone, della lavorazione dell'acciaio e del settore bancario nelle Asturie) e di Ana María Alvargonzález González (discendente da una nota famiglia di Gijón). Enrique è il penultimo di otto figli. I suoi fratelli e sorelle si chiamano: Alberto, Javier, Ignacio, Nicanor, Víctor, Carlos e Ana. È anche cugino di primo grado del banchiere e politico Rodrigo de Rato y Figaredo.
Ha studiato presso la scuola dei gesuiti a Gijón, il Colegio de la Inmaculada, diplomandosi nel 1976. Il 15 ottobre 1979 è entrato nel noviziato della Compagnia di Gesù. È laureato in economia, teologia e filosofia.
Durante gli studi universitari, nel 1985, ha prestato servizio volontario per il Servizio dei gesuiti per i rifugiati, venendo assegnato ai campi profughi cambogiani in Thailandia. È tornato in Spagna solo per terminare gli studi ed essere ordinato sacerdote presbitero il 4 luglio 1992, per poi ripartire subito nel Paese asiatico dove risiede ancora oggi.
Il 1º aprile 2000 papa Giovanni Paolo II lo ha nominato prefetto apostolico di Battambang. Ha preso possesso della prefettura apostolica il 2 luglio successivo. Come capo di una circoscrizione ecclesiastica, pur essendo un presbitero ha il diritto di portare le insegne vescovili e di sedere tra i membri della Conferenza episcopale del Laos e della Cambogia.
Il 14 settembre 2005 ha incontrato papa Benedetto XVI durante un congresso sull'enciclica Dei verbum e gli ha donato un'opera in legno raffigurante la lavanda dei piedi, opera di un disabile originario della Cambogia.
Nel settembre del 2007 e nel gennaio del 2017 ha compiuto la visita ad limina.
Il 29 marzo 2014 papa Francesco lo ha nominato membro della Congregazione per gli istituti di vita consacrata e le società di vita apostolica per un quinquennio.
Ha partecipato alla prima sessione della XVI assemblea generale ordinaria assemblea generale ordinaria del Sinodo dei vescovi che ha avuto luogo nella Città del Vaticano dal 4 al 29 ottobre 2023 sul tema "Per una Chiesa sinodale: comunione, partecipazione e missione"  e alla seconda sessione della stessa assemblea svoltasi nel medesimo luogo dal 2 al 27 ottobre 2024.
Dal 2024 è presidente della Conferenza episcopale del Laos e della Cambogia.

## Attività in Cambogia

Kike Figaredo e un monaco buddista su una sedia a rotelle Mekong (Phnom Penh, Cambogia).

Prima in Thailandia e poi in Cambogia, Figaredo Alvargonzález ha dedicato la sua vita all'aiutare i diversamente abili di quella zona del mondo, inizialmente i mutilati dalle mine antiuomo. Collabora anche con la Campagna internazionale per il bando delle mine antiuomo, che nel 1997 ha ricevuto il Premio Nobel per la pace. Ha organizzato numerose iniziative per raccogliere fondi e aiutare queste vittime.
Nel 1991 ha fondato a Phnom Penh "La casa del piccione" (Banteay Prieb), un istituto che fornisce istruzione e formazione ai bambini mutilati dalle esplosioni e dove ha sviluppato laboratori in cui gli stessi mutilati costruiscono sedie a rotelle seguendo il modello "Mekong", ovvero la sedia a rotelle in legno e dotata di tre ruote.
A Battambang ha fondato il Centro "Arrupe" e ha promosso lo sviluppo dell'intera prefettura apostolica con molteplici progetti: istruzione, formazione degli adulti, infrastrutture  e aiuti.
Continua a partecipare allo sviluppo della Cambogia attraverso varie organizzazioni non governative  e attualmente partecipa alla campagna contro le bombe a grappolo.
Figaredo Alvargonzález ha ideato dei tour culturali per far conoscere la Cambogia, la sua cultura e la realtà locale, raccogliendo fondi per progetti di aiuto e sviluppo nel paese. Ad oggi ci sono state quattro tournée: nel 2000, nel 2005, nel 2008 e l'ultima nel 2015.
"Cambogia, più vicina" è il motto del tour che ha portato il "Tahen Dance Group" attraverso la Spagna per un totale di sei settimane, tra settembre e ottobre del 2008. Il gruppo di ballo era composto da 65 giovani e adulti, suddivisi in quattro gruppi. Il primo era formato da 14 ballerini tra i 14 ed i 17 anni; il secondo di 18 ballerini di età compresa tra i 18 ei 20 anni e il terzo da 15 giovani ballerini del Centro per disabili "Arrupe", mutilati dall'esplosione di mine e bombe a grappolo o affetti dalla poliomielite. Questi tre gruppi erano accompagnati da dieci musicisti e tre persone di gestione e supporto.
Ogni esibizione consisteva in 6/7 danze tradizionali. In "The Blessing Dance", 7 ballerine vestite da apsara (ninfe celesti) benedicono con i loro movimenti millimetrici e ringraziano il pubblico con fiori. Anche sulle pareti di Angkor Wat si possono trovare rilievi che attestano l'origine di questa danza classica. "La danza del cocco", "la danza della pesca" o "la danza del raccolto" sono danze popolari che raccontano le tradizioni e la vita quotidiana in Cambogia. Esse costituiscono parte del repertorio di venti elementi del Tahen Dance Group.
Il gruppo di ballo si è esibito in dodici città: Madrid, Valladolid, Gijón, León, Oviedo, Alicante, Valencia, Barcellona, Saragozza, Cordova, Siviglia e Badajoz rappresentando 17 spettacoli.

## Premi e riconoscimenti
- Premio Asturiano dell'Anno assegnato da La Nueva España nel settembre del 1998.[24]
- Illustre ex studente del Colegio de la Inmaculada di Gijón nel dicembre del 1998.[25]
- Premio Juan María Bandrés assegnato dalla Commissione per l'assistenza ai rifugiati (CEAR) e dalla Fondazione CEAR nel 2002 per il suo lavoro a favore dei rifugiati cambogiani.[26]
- Premio Fondazione Emilio Barbón nel giugno del 2007.[27][28]
- Premio Casa Asia nel luglio del 2007.[29][30]
- Premio Vocento per i valori umani nel 2007.[31]
- Candidato al Premio Principe delle Asturie per la concordia nel 2008, che alla fine è stato assegnato a Íngrid Betancourt.
- Premio Asturiano di Madrid assegnato dal Centro Asturiano di Madrid nel maggio del 2008.[32]
- Amuravela de Oro del 2008 assegnato dall'Associazione Amici di Cudillero.
- Ambasciatore Onorario della Marca di Spagna, categoria azione sociale, nell'ottobre del 2008.[33][34]
- Premio Barrio a Barrio per l'azione sociale del canale televisivo Canal 10 nell'ottobre del 2008.[35]
- Premio Mina Lamp conferito dall'Associazione dei pensionati e prepensionati "El Costeru" di La Camocha (Gijón) nell'ottobre 2008.[36]
- Premio annuale dell'Associazione degli Amici di Dionisio de la Huerta Casagrán nell'ottobre del 2011.[37]
- Premio Luis Noé Fernández nella categoria intervento contro la fame della Fondazione Alimerka nel novembre del 2011.[38]
- Membro onorario del Compromiso Asturias XXI dal dicembre 2011.[39]
- Premio di Solidarietà del Consiglio Territoriale della sezione delle Asturie dell'Organizzazione nazionale dei ciechi spagnoli.[40]
- Premio Colmena de Oro per la Solidarietà della Società Umanitaria di Moreda nell'aprile del 2014.[41]
- Dottorato honoris causa dalla Saint Louis University il 7 marzo 2018.[42]
- Premio Personaggio Fuori Serie 2018 assegnato dal quotidiano Expansión.[43]